# Mucchio selvaggio (film)
Mucchio selvaggio è un film pornografico del 2007, diretto da Matteo Swaitz.
Vi hanno partecipato diversi attori pornografici come Elena Grimaldi, Franco Trentalance, Omar Galanti e Marco Nero, e, nelle scene non pornografiche, anche alcuni rapper della crew romana TruceKlan e i Club Dogo. Nel film compare la prima scena di sesso anale di Elena Grimaldi, e anche per la presenza dei cantanti (in scene non hard) è considerato da alcuni un film cult nel suo genere.

## Trama
Ambientato a Roma, il film mostra una guerra tra gang di rapper e raver che si occupano di traffico di cocaina, con la complicità di poliziotti corrotti.